# 望月充っ
望月 充っ（もちづき あたる）は、日本のライトノベル作家である。

## 概要
四国出身・在住。愛媛県民。第4回ポプラ社小説新人賞では『カバディバビディブー!!』で最終選考まで残った。第2回集英社ライトノベル新人賞では『Sっ気のある美少女ボディガードを雇ってしまったので、いつも敢えて死にそうな目に遭わされたのちに護られる俺。』で特別賞を受賞し、同作を『ボディガードな彼女いわく、サディスティック日和にて。』として刊行した。また、ジャンプ小説新人賞 jump Novel Grand Prix '14 Winterでは『カバディバビディブー!!』で小説フリー部門の特別賞を受賞した。そのため、集英社主催のライトノベルの賞である「集英社ライトノベル新人賞」と「ジャンプ小説新人賞」でダブル受賞している。

## 作品一覧
- 『ボディガードな彼女いわく、サディスティック日和にて。』（イラスト: 中原、2016年2月25日、ダッシュエックス文庫〈集英社〉、ISBN 978-4-08-631102-1）[5]
- 『骨の髄まで異世界をしゃぶるのが鈴木なのよー!!』（イラスト: すーぱーぞんび、2017年8月25日、ダッシュエックス文庫〈集英社〉、ISBN 978-4-08-631201-1）[7]